# AND1

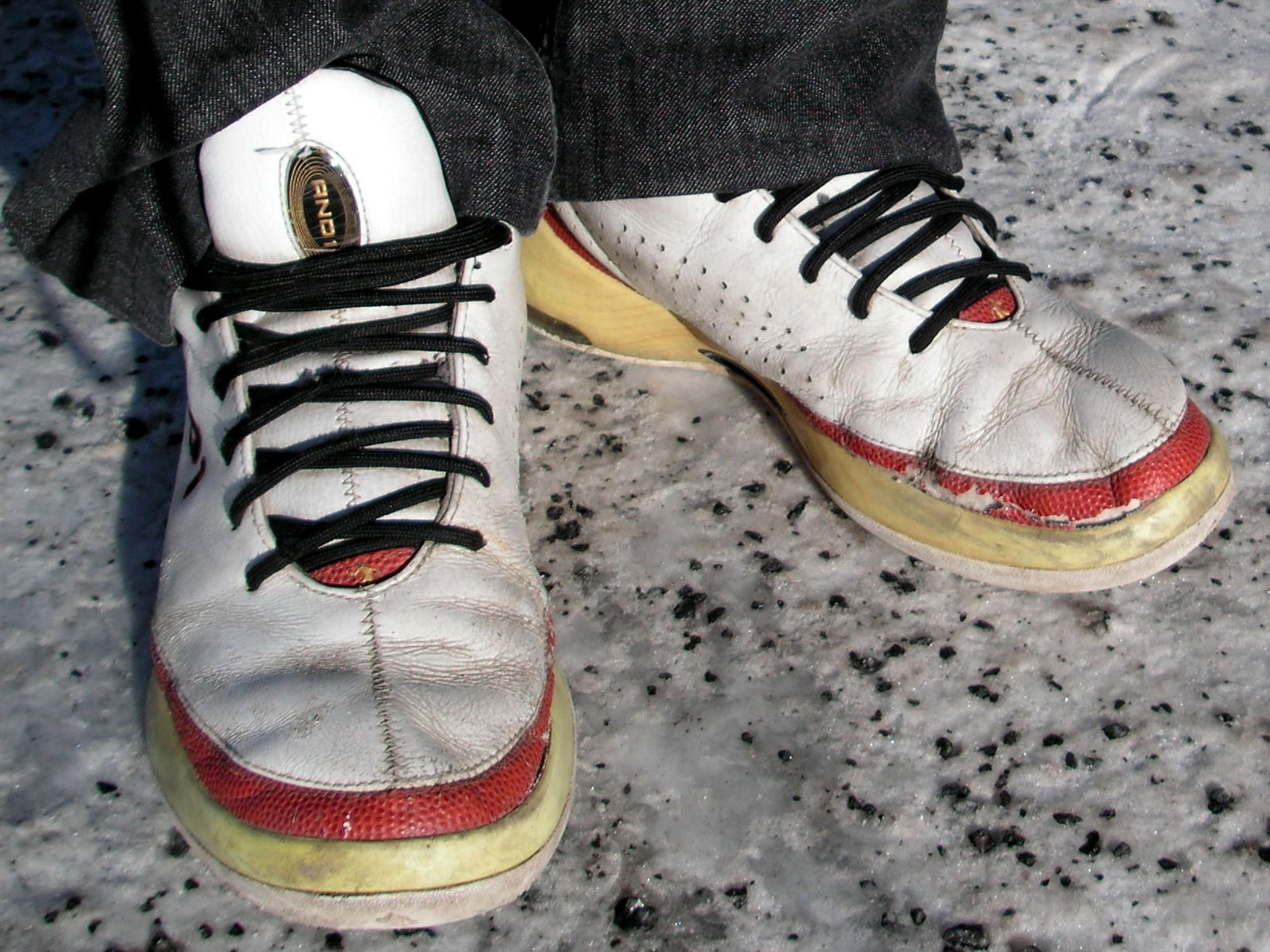
AND1 Smooth Mid

AND1 är en amerikansk tillverkare av basketskor och tillbehör. Företaget grundades 1993 i Paoli, Pennsylvania.